# 勾陳增九
小熊座η，又名BD+76 596，HD 148048、SAO 8470、HR 6116，是小熊座的一颗恒星，视星等为4.95，位于銀經109.27，銀緯35.33，其B1900.0坐标为赤經16h 20m 25.2s，赤緯+75° 35.33′ 9″。